# فرماندهی راهبردی ایالات متحده آمریکا

نشان استراتکام

فرماندهی راهبردی ایالات متحده آمریکا یا به اختصار، استراتکام، یک فرماندهی از یازده فرماندهی یکپارچه رزمی وزارت دفاع ایالات متحده آمریکا به‌شمار می‌رود.
وظیفه اصلی این سازمان مدیریت ماهواره‌های نظامی و عملیات جمع‌آوری اطلاعات و مبارزه با جنگ‌افزار کشتار جمعی و همچنین در ارتباط با پدافند ضد موشکی ایالات متحده آمریکا در سراسر جهان است.

## زیر مجموعه ها
- فرماندهی فضایی نیروی هوایی ایالات متحده آمریکا